# 亚口鱼科
亚口鱼科，又作胭脂鱼科或吸口鯉科，為輻鰭魚綱鯉形目其中一科。主要分布于北美及东亚（中国东部及西伯利亚东北部）淡水水域。

## 分類
吸口鯉科下分4亞科13個屬，如下：

## 亞口魚亞科（Catostominae）

### 亞口魚屬（Catostomus）
- 猶他亞口魚（Catostomus ardens）
- 伯氏亞口魚（Catostomus bernardini）
- 龐氏亞口魚(Catostomus bondi)
- 卡希太亞口魚（Catostomus cahita）
- 真亞口魚（Catostomus catostomus）
- 克氏亞口魚（Catostomus clarki）
- 哥倫比亞亞口魚（Catostomus columbianus）
- 康氏亞口魚（Catostomus commersonii）
- 貝亞口魚（Catostomus conchos）
- 藍首亞口魚（Catostomus discobolus）
- 煙腹亞口魚（Catostomus fumeiventris）
- 顯亞口魚（Catostomus insignis）
- 偏翼亞口魚（Catostomus latipinnis）
- 利氏亞口魚（Catostomus leopoldi）
- 大鱗亞口魚（Catostomus macrocheilus）
- 小眼亞口魚（Catostomus microps）
- 墨西哥亞口魚（Catostomus nebuliferus）
- 西域亞口魚（Catostomus occidentalis）
- 扁吻亞口魚（Catostomus platyrhynchus）
- 普通亞口魚（Catostomus plebeius）
- 小鱗亞口魚（Catostomus rimiculus）
- 聖安娜亞口魚（Catostomus santaanae）
- 斯氏亞口魚（Catostomus snyderi）
- 塔霍湖亞口魚（Catostomus tahoensis）
- 多鱗亞口魚（Catostomus tsiltcoosensis）
- 烏泰亞口魚（Catostomus utawana）
- 瓦倫亞口魚（Catostomus warnerensis）
- 威氏亞口魚（Catostomus wigginsi）

### 裂鰭亞口魚屬（Chasmistes）
- 短吻裂鰭亞口魚（Chasmistes brevirostris）
- 丘裂鰭亞口魚（Chasmistes cujus）
- 猶他湖裂鰭亞口魚(Chasmistes fecundus)
- 平滑裂鰭亞口魚（Chasmistes liorus）
- 穆氏裂鰭亞口魚（Chasmistes muriei）

### 三角亞口魚屬（Deltistes）
- 三角亞口魚（Deltistes luxatus）

### 北美吸口魚屬（Erimyzon）
- 礫棲北美吸口魚（Erimyzon claviformis）
- 橢圓北美吸口魚（Erimyzon oblongus）
- 北美吸口魚（Erimyzon sucetta）
- 叉尾北美吸口魚（Erimyzon tenuis）

### 黑豬魚屬（葉唇亞口魚屬）（Hypentelium）
- 亞拉巴馬黑豬魚（Hypentelium etowanum）：又稱葉唇亞口魚。
- 北方黑豬魚（Hypentelium nigricans）：又稱黑葉唇亞口魚。
- 卡羅萊納黑豬魚（Hypentelium roanokense）

### 小孔亞口魚屬（Minytrema）
- 小孔亞口魚（Minytrema melanops）

### 吸口魚屬（Moxostoma）
- 墨西哥吸口魚（Moxostoma albidum ）
- 銀吸口魚（Moxostoma anisurum）
- 大眼吸口魚（Moxostoma ariommum）
- 密歇根吸口魚（Moxostoma austrinum）
- 短頭吸口魚（Moxostoma breviceps ）
- 河川吸口魚（Moxostoma carinatum）
- 黑吸口魚（Moxostoma cervinum）
- 凹唇吸口魚（Moxostoma collapsum）
- 灰吸口魚（Moxostoma congestum）
- 杜氏吸口魚（Moxostoma duquesnei）
- 紅吸口魚（Moxostoma erythurum）
- 銅色吸口魚（Moxostoma hubbsi）
- 兔唇吸口魚（Moxostoma lacerum ）；已滅絕
- 拉氏吸口魚（Moxostoma lachneri）
- 大鱗吸口魚（Moxostoma macrolepidotum）
- 馬斯科吸口魚(Moxostoma mascotae)
- 柔吸口魚（Moxostoma pappillosum）
- 豆唇吸口魚（Moxostoma pisolabrum）
- 雜色吸口魚（Moxostoma poecilurum）
- 小鰭吸口魚（Moxostoma robustum ）
- 線紋吸口魚（Moxostoma rupiscartes）
- 瓦氏吸口魚（Moxostoma valenciennesi）

### 紹布亞口魚屬（Thoburnia）
- 漢密登紹布亞口魚（Thoburnia hamiltoni）
- 紅帶紹布亞口魚（Thoburnia rhothoeca）

### Vexillichthys屬
- 黑鰭紹布亞口魚（Vexillichthys atripinnis）

### 銳項亞口魚屬（Xyrauchen）
- 銳項亞口魚（Xyrauchen texanus）

## 長背亞口魚亞科（Cycleptinae）

### 長背亞口魚屬（Cycleptus）
- 長背亞口魚（Cycleptus elongatus）
- 南方長背亞口魚（Cycleptus meridionalis）

## 牛胭脂魚亞科（Ictiobinae）

### 鯉亞口魚屬（Carpiosdes）
- 鯉亞口魚（Carpiosdes carpio）
- 似鯉亞口魚（Carpiosdes cyprinus）
- 北美鯉亞口魚（Carpiosdes velifer）

### 牛胭脂魚屬（Ictiobus）
- 小口牛胭脂魚（Ictiobus bubalus）
- 小鯉牛胭脂魚（Ictiobus cyprinellus）
- 厚唇牛胭脂魚（Ictiobus labiosus）
- 南方牛胭脂魚（Ictiobus meridionalis）
- 黑牛胭脂魚（Ictiobus niger）

## 胭脂魚亞科（Myxocyprininae）

### 胭脂魚屬（Myxocyprinus）
- 胭脂魚（Myxocyprinus asiaticus）